# La Selle-sur-le-Bied

La Selle-sur-le-Bied este o comună în departamentul Loiret din centrul Franței. În 1 ianuarie 2022 avea o populație de 1.131 de locuitori.